# 假如…奇異博士失去了他的心靈而不是雙手？
〈假如…奇異博士失去了他的心靈而不是雙手？〉（英語：What If... Doctor Strange Lost His Heart Instead of His Hands?）是美國超級英雄類型的迷你網路動畫影集《無限可能：假如…？》第一季的第四集，改編自漫威的同名漫畫。本集为漫威電影宇宙的系列作品之一，與漫威電影宇宙系列電影處於同一架空世界和共同世界。本集故事發生於2016年電影《奇異博士》的平行時間線中，「奇異博士」史蒂芬·史傳奇發生車禍導致女友克莉絲汀·帕默死亡，而非如同電影中雙手神經損傷。本集由A·C·布拉德利編劇，布萊恩·安德魯執導。
傑佛瑞·懷特為觀察者配音，以該角色的身份負責影集旁白。班奈狄克·康柏拜區回歸聲演「奇異博士」史蒂芬·史傳奇，主要配音演員還包括瑞秋·麥亞當斯、黃凱旋、蒂達·史雲頓、艾克·阿馬迪和蕾絲莉·畢柏。斯蒂芬·弗蘭克擔當動畫師。本集動畫由製作完成，斯蒂芬·弗蘭克擔當動畫師。
〈假如…奇異博士失去了他的心靈而不是雙手？〉於2021年9月1日在Disney+首播。

## 劇情
世界級頂尖外科醫生史蒂芬·史傳奇邀請女友克莉絲汀·帕默參加一場晚宴，但兩人在前往晚宴會場的途中遇上車禍，坐在副駕駛座位上的克莉絲汀死亡。史傳奇悲痛欲絕，於是決定前往卡瑪泰姬學習神祕魔法。獲得阿迦莫多之眼後，史傳奇學會如何操縱時間。至尊魔法師古一和圖書館看守人王警告史傳奇，隨意操縱時間可能會導致現實崩壞。在克莉絲汀去世兩週年之際，史傳奇多次使用阿迦莫多之眼逆轉時間，希望能拯救克莉絲汀。儘管史傳奇每次嘗試改變做法，克莉絲汀仍每一次都以不同的方式死去。古一此時現身並告知史傳奇，克莉絲汀死亡的事件是無法被改變的「絕對點」，但史傳奇不願意聽從古一的勸告。古一於是藉助黑暗次元的力量將史傳奇一分為二。其中一位史傳奇從「卡利斯陀的藏書」中不斷召喚出怪物並吸收這些怪物的能量，成為邪惡的「至尊奇異博士」；另一位史傳奇則已經能逐漸接受克莉絲汀已經去世的事實。為了阻止世界被毀滅，史傳奇與至尊奇異博士對戰。至尊奇異博士擊敗史傳奇並將他吸收。獲得更多能量的至尊奇異博士最終雖然逆轉時間並成功使克莉絲汀復活，但整個世界亦隨之覆滅。懊悔的至尊奇異博士向天上的觀察者求助，但觀察者拒絕干預此事。克莉絲汀在至尊奇異博士的懷中死亡，這個宇宙坍縮為奇點。

## 製作

### 開發
2018年9月，漫威影業宣佈為迪士尼旗下在線流媒體平台Disney+開發數個限定影集。2019年3月，漫威確認製作一部基於漫畫《假如…？》改編的動畫影集。凱文·費吉將擔當這部獨立單元劇的製片人，影集講述如果系列電影中的關鍵時刻出現不同於影片中情況時會發生什麼，例如洛基能夠舉起索爾的雷霆戰鎚。曾在電影中出演主要角色的多位演員有望為動畫配音。2019年4月，迪士尼和漫威正式宣佈製作影集。導演布萊恩·安德魯於2018年與漫威影業的執行製片人布拉德·溫德鮑姆會面。2019年8月，A·C·布拉德利確定擔當首席編劇，布萊恩·安德魯確定擔當影集導演。影集的執行製片人包括布拉德·溫德鮑姆、凱文·費吉、路易斯·德·埃斯波西托（Louis D'Esposito）、維多莉亞·阿隆索、布萊恩·安德魯和A·C·布拉德利，凱莉·瓦聖納（Carrie Wassenaar）擔當製片人:2。本集標題為〈假如…奇異博士失去了他的心靈而不是雙手？〉（What If... Doctor Strange Lost His Heart Instead of His Hands?），由布萊恩·安德魯執導，A·C·布拉德利編劇。本集故事發生於2016年電影《奇異博士》至2017年電影《雷神3：諸神黃昏》故事發生之前的平行時間線中，「奇異博士」史蒂芬·史傳奇發生車禍，他的女友克莉絲汀·帕默因此死亡，而非如同電影中的情節，史傳奇因此雙手神經損傷。

### 選角
傑佛瑞·懷特為觀察者配音，以該角色的身份負責影集旁白。漫威繼續啟用曾在電影中出演主要角色的多名演員為動畫配音。班奈狄克·康柏拜區回歸聲演「奇異博士」史蒂芬·史傳奇以及至尊奇異博士。瑞秋·麥亞當斯聲演克莉絲汀·帕默。黃凱旋聲演王。蒂達·史雲頓聲演古一。艾克·阿馬迪聲演奧賓（O'Bengh）。蕾絲莉·畢柏聲演姬絲汀·艾佛哈特。

### 動畫
本集動畫由製作完成:33:56，斯蒂芬·弗蘭克擔當動畫師。動畫中的人物造型基於電影中演員形象通過卡通渲染完成。儘管整部影集具有統一的動畫藝術風格，但是每集的調色等後期處理略有不同:4。

## 音樂
蘿拉·卡普曼為本集作曲，音樂原聲帶於2021年9月3日由漫威音樂和好萊塢唱片聯合發行。
| 〈假如…奇異博士失去了他的心靈而不是雙手？〉音樂原聲帶 | 〈假如…奇異博士失去了他的心靈而不是雙手？〉音樂原聲帶 | 〈假如…奇異博士失去了他的心靈而不是雙手？〉音樂原聲帶 |
| 曲序                                                  | 曲目                                                  | 时长                                                  |
| ----------------------------------------------------- | ----------------------------------------------------- | ----------------------------------------------------- |
| 1.                                                    |                                                       | 2:12                                                  |
| 2.                                                    |                                                       | 1:44                                                  |
| 3.                                                    |                                                       | 0:57                                                  |
| 4.                                                    |                                                       | 4:34                                                  |
| 5.                                                    |                                                       | 1:18                                                  |
| 6.                                                    |                                                       | 1:49                                                  |
| 7.                                                    |                                                       | 0:56                                                  |
| 8.                                                    |                                                       | 2:45                                                  |
| 9.                                                    |                                                       | 1:11                                                  |
| 10.                                                   |                                                       | 2:47                                                  |
| 11.                                                   |                                                       | 0:56                                                  |
| 12.                                                   |                                                       | 1:08                                                  |
| 13.                                                   |                                                       | 2:42                                                  |
| 14.                                                   |                                                       | 2:25                                                  |
| 15.                                                   |                                                       | 2:45                                                  |
| 总时长：                                              | 总时长：                                              | 30:09                                                 |

## 發行
〈假如…奇異博士失去了他的心靈而不是雙手？〉於2021年9月1日在Disney+首播。

## 迴響
〈假如…奇異博士失去了他的心靈而不是雙手？〉得到整體好評。根据評論匯總网站爛番茄汇总的5篇评论文章，100%的评论家给予该作正面评价，平均打分为8.5分（满分10分）。

## 備註
1. ↑  史傳奇成功邀請克莉絲汀參加晚宴的一刻產生分岐點事件，分裂出一條全新的分支時間線，衍生出本集中不同於2016年電影《奇異博士》的後續故事，但史傳奇在卡瑪泰姬學習魔法直至與多瑪姆談話之前的劇情（本集中僅簡略描寫）仍與《奇異博士》大致相同。
2. ↑  永恆其後在2022年電影《雷神索爾：愛與雷霆》中首次正式出現，是代表時間及宇宙意志的抽象實體。
3. ↑  永恆在漫畫中亦曾被黑暗次元領主多瑪暮擊敗。
4. ↑  由於克莉絲汀的死亡將間接促成史傳奇成為奇異博士、並擊退企圖入侵宇宙的多瑪姆，因此如果克莉絲汀的死亡被逆轉，宇宙便會因沒有奇異博士的保護而被黑暗次元（英语：Dark Dimension (Marvel Cinematic Universe)）吞併。永恆（即宇宙本身）[b]因而設定了一套自身防禦機制，即絕對點，以避免毀滅性的災害發生[c]。[1]

## 資料來源
1. ↑  Elvy, Craig. . Screen Rant. 2021-09-07  [2021-09-10]. （原始内容存档于2021-09-10）.
2. ↑  Kroll, Justin. . Variety. 2018-09-18  [2018-09-18]. （原始内容存档于2018-09-19） （美国英语）.
3. 1 2  Sciretta, Peter. . /Film. 2019-03-12  [2019-03-20]. （原始内容存档于2019-03-20） （美国英语）.
4. ↑  Dinh, Christine. . Marvel.com. 2019-04-12  [2021-07-29]. （原始内容存档于2019-04-12） （美国英语）.
5. ↑  Ashaari, Alleef. . Kakuchopurei. 2021-08-02  [2021-08-02]. （原始内容存档于2021-08-02） （美国英语）.
6. ↑  Guttmann, Graeme. . Screen Rant. 2021-08-02  [2021-08-02]. （原始内容存档于2021-08-02） （美国英语）.
7. ↑  Radulovic, Petrana. . Polygon. 2019-08-24  [2019-08-24]. （原始内容存档于2019-08-24） （美国英语）.
8. 1 2   (PDF). Disney Media and Entertainment Distribution. 2021-07-30  [2021-08-01]. （原始内容存档 (PDF)于2021-08-01） （美国英语）.
9. 1 2 3  Knight, Rosie. . Den of Geek. 2021-09-01  [2021-09-01]. （原始内容存档于2021-09-01） （美国英语）.
10. 1 2  Bradley, A.C. . . 第1季. 第4集. 2021-09-01  [2021-09-07]. Disney+. （原始内容存档于2021-10-07） （美国英语）.片尾演職員表於32:40開始。
11. 1 2  Grauso, Alisha. . Screen Rant. 2021-09-01  [2021-09-01]. （原始内容存档于2021-09-01） （美国英语）.
12. ↑  What If...? [@WhatIfOfficial].  (推文). 2021-08-30  [2021-09-01]. （原始内容存档于2021-08-30） –Twitter （美国英语）.
13. ↑  Arrant, Chris. . Newsarama. 2020-04-15  [2020-04-17]. （原始内容存档于2020-04-17） （美国英语）.
14. ↑  Jones, Marcus. . Entertainment Weekly. 2019-08-23  [2019-08-24]. （原始内容存档于2019-08-24） （美国英语）.
15. ↑  Salazar, Andrew J. . Discussing Film. 2019-09-06  [2019-09-27]. （原始内容存档于2019-09-22） （美国英语）.
16. 1 2  . Film Music Reporter. 2021-09-02  [2021-09-02]. （原始内容存档于2021-09-02） （美国英语）.
17. ↑  . The Futon Critic.   [2021-09-01]. （原始内容存档于2021-09-01） （美国英语）.
18. ↑  . Rotten Tomatoes. Fandango Media.   [2021-09-03] （美国英语）.

## 外部連結
- 互联网电影数据库上假如…奇異博士失去了他的心靈而不是雙手？的资料（英文）